# بیست‌وجهی بریده‌شده
بیست‌وجهی بریده‌شده (انگلیسی: Truncated icosahedron) یا توپ فوتبال یک جسم ارشمیدسی است که ۱۲ وجهش پنج‌ضلعی منتظم و ۲۰ وجهش شش‌ضلعی منتظمند و می‌توان آن را با بریدن گوشه‌های بیست‌وجهی منتظم از هر جا به جز وسط اضلاع ساخت. گنبدهای ژئودزیک مانند باکمینستر فولر معمولاً ساختاری بر اساس این چندوجهی دارند. این چندوجهی همچنین متناظر ساختار مولکول‌های فولرن باکمینستر (باکی‌بال) است.

## حجم و مساحت
اگر برش از یک سوم ضلع صورت گرفته باشد مساحت A و حجم V نسبت به ضلع a عبارتند از:
{\displaystyle {\begin{aligned}A&=\left(20\cdot {\frac {3}{2}}{\sqrt {3}}+12\cdot {\frac {5}{4}}{\sqrt {1+{\frac {2}{\sqrt {5}}}}}\right)a^{2}&&\approx 72.607\,253a^{2}\\V&={\frac {125+43{\sqrt {5}}}{4}}a^{3}&&\approx 55.287\,7308a^{3}.\end{aligned}}}

## نگارخانه

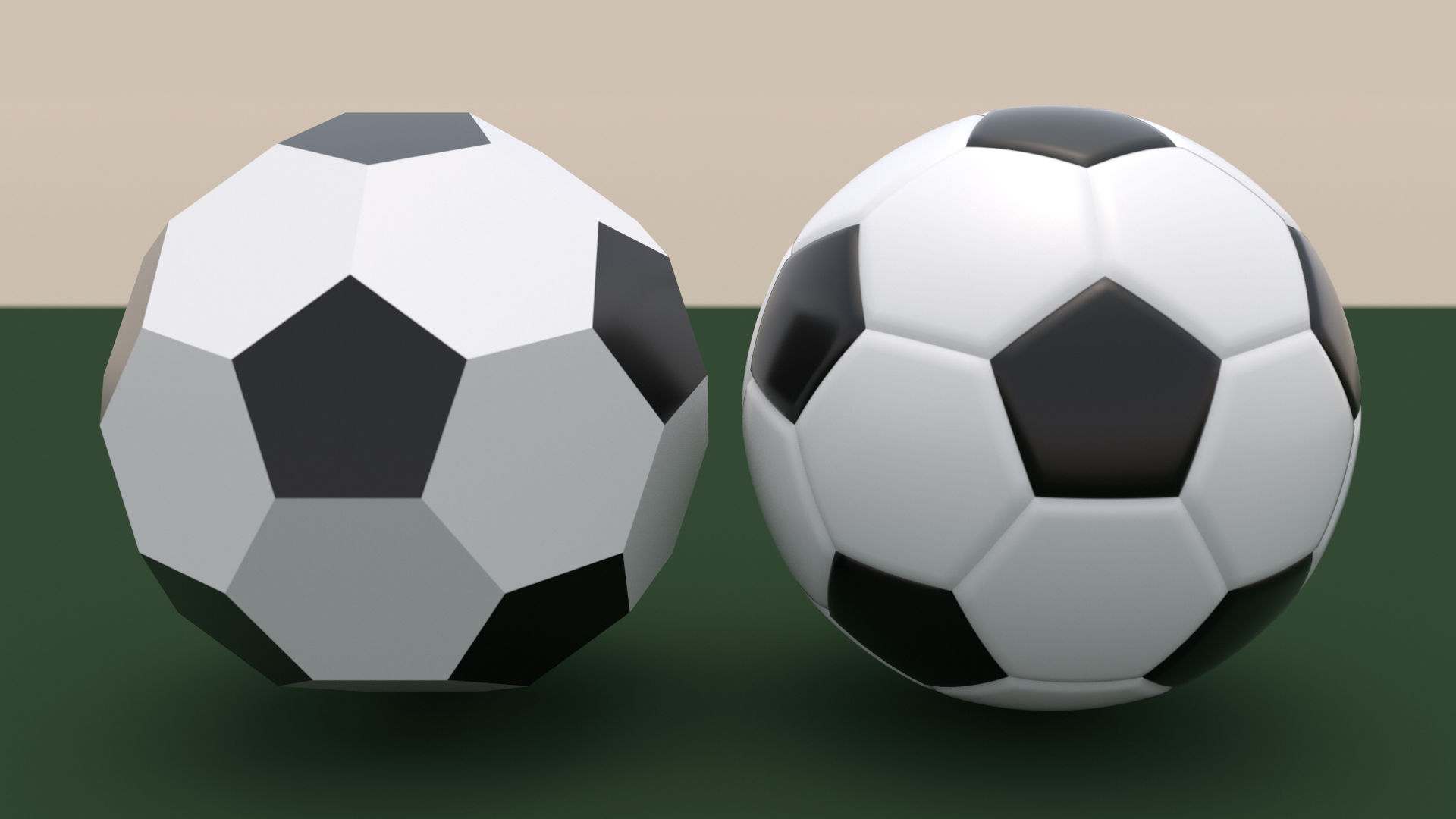
بیست‌وجهی بریده‌شده و توپ فوتبال.
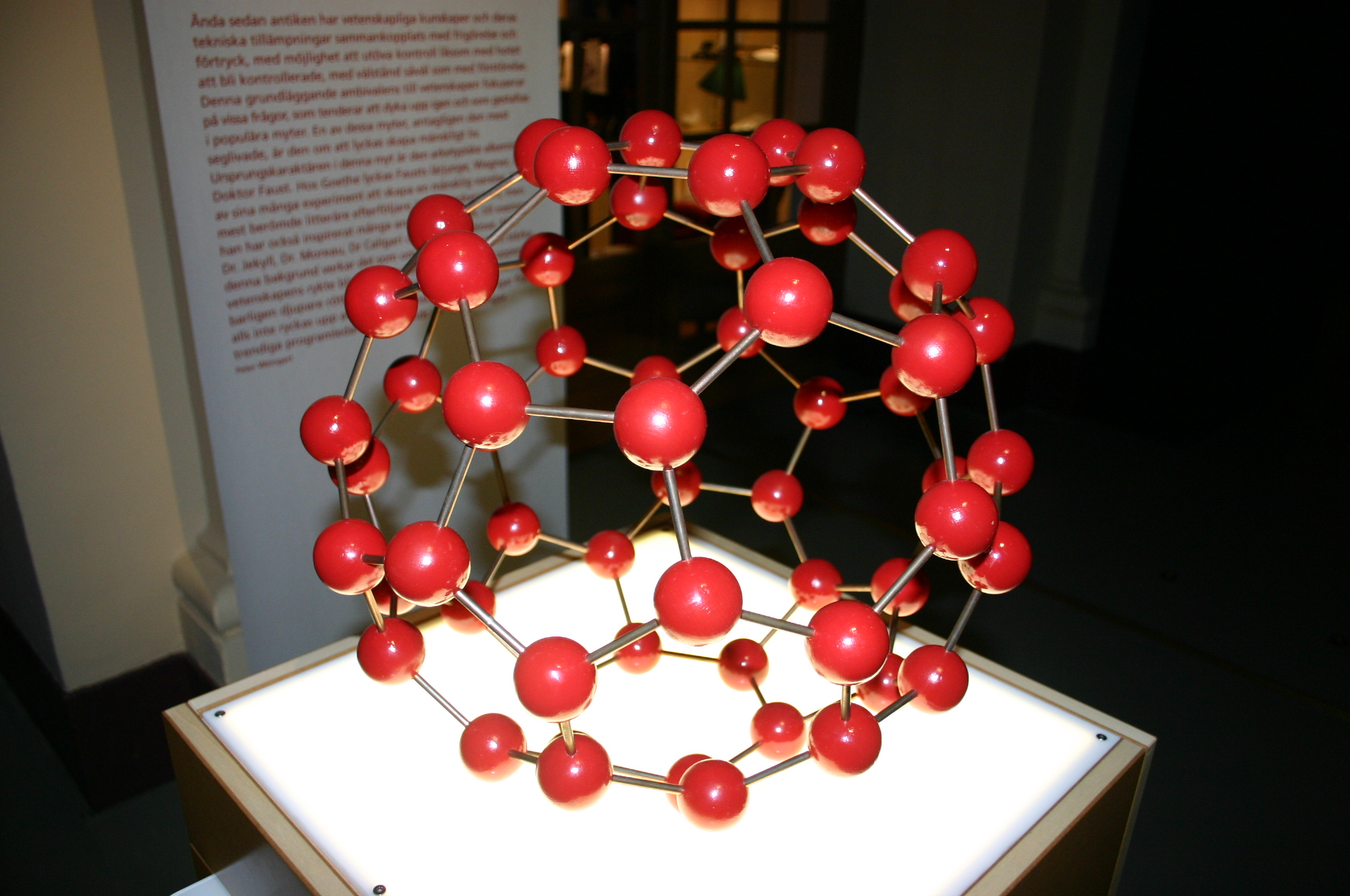
مولکول فولرن باکمینستر C60
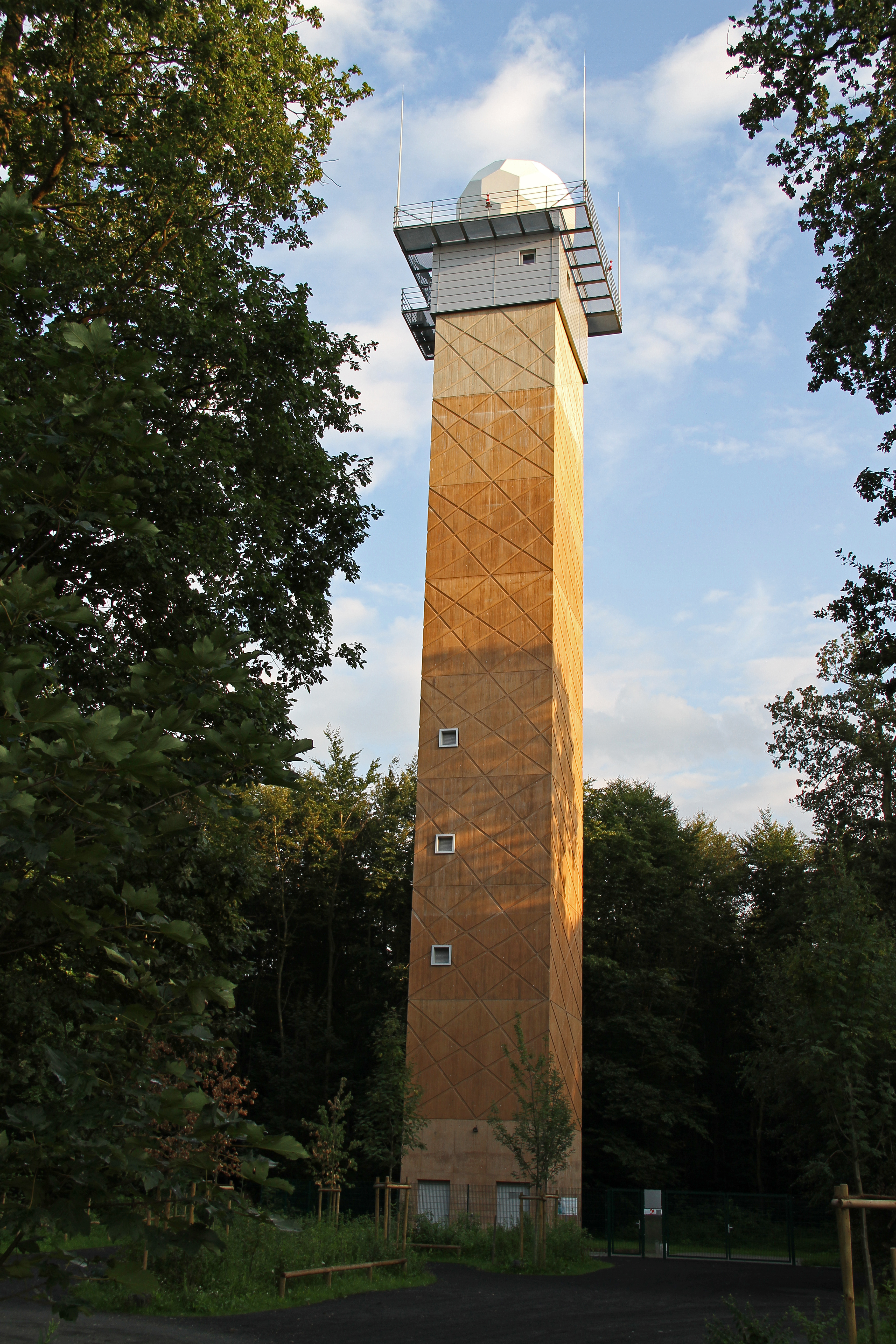
آنتن‌پوش در یک ایستگاه هواشناسی
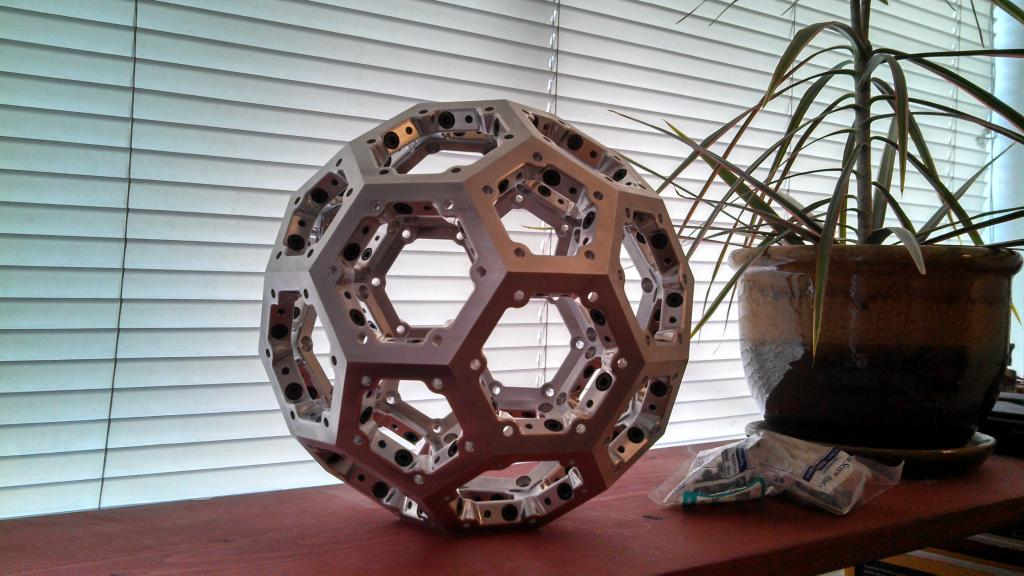
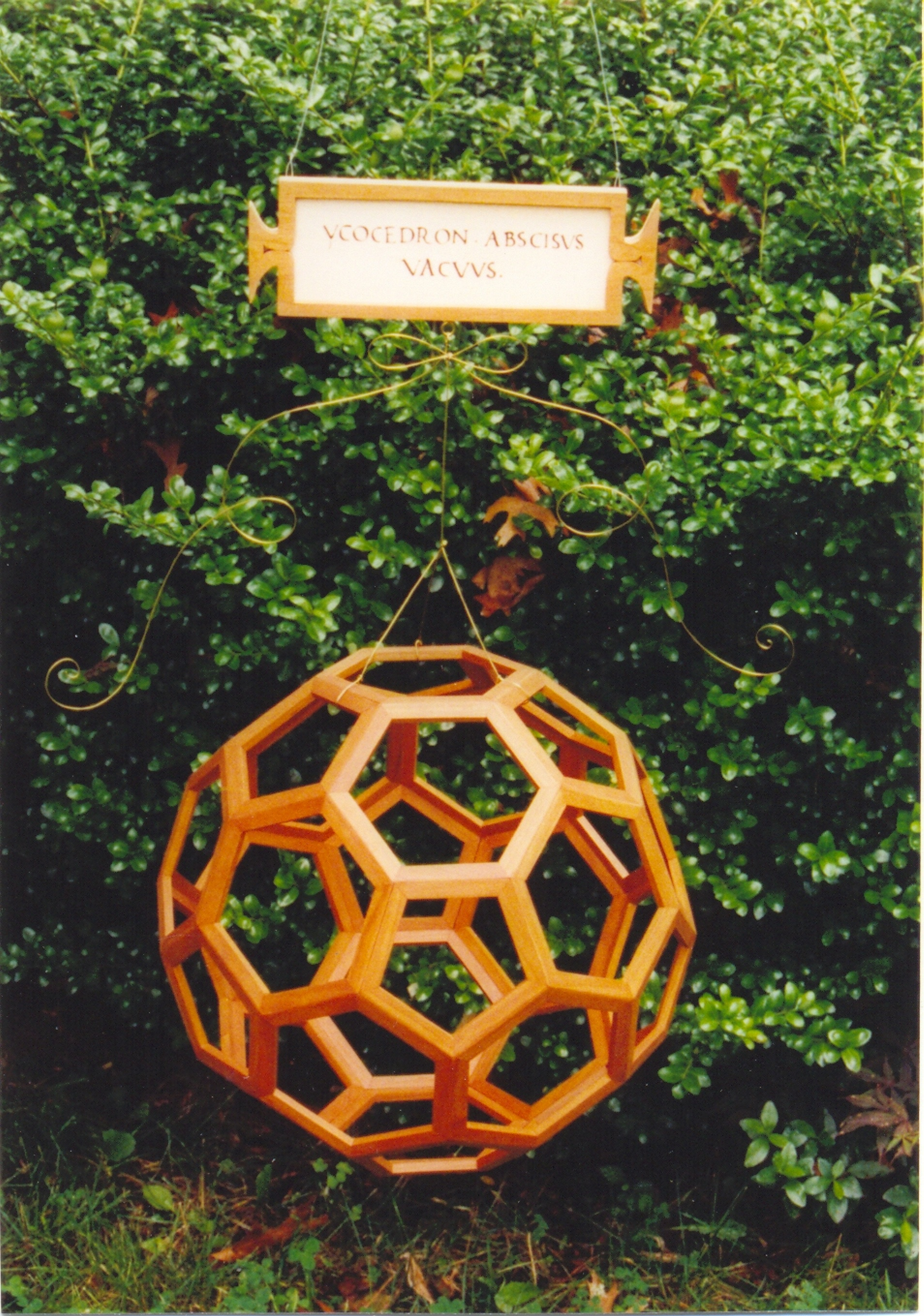
اثر هنری چوبی با این حجم